# Day by Night
Day by Night — студийный альбом американской певицы Дорис Дэй, выпущенный 11 ноября 1957 года на лейбле Columbia Records. Является продолжением альбома Day by Day. Над пластинкой певица вновь работала с аранжировщиком Полом Уэстоном.

## Список композиций
| №  | Название                       | Автор(ы)                                       | Длительность |
| -- | ------------------------------ | ---------------------------------------------- | ------------ |
| 1. | «I See Your Face Before Me»    | Говард Дитц, Артур Шварц                       | 3:30         |
| 2. | «Close Your Eyes»              | Бернис Петкер                                  | 2:28         |
| 3. | «The Night We Called It a Day» | Мэтт Дэннис, Том Эйдер                         | 2:59         |
| 4. | «Dream a Little Dream of Me»   | Фабиан Андре, Уилбур Швандт, Гас Кан           | 3:44         |
| 5. | «Under a Blanket of Blue»      | Джерри Ливингстон, Эл Дж. Нейбург, Мэтти Саймс | 3:02         |
| 6. | «You Do Something to Me»       | Коул Портер                                    | 2:46         |

| №                   | Название                       | Автор(ы)                                              | Длительность |
| ------------------- | ------------------------------ | ----------------------------------------------------- | ------------ |
| 1.                  | «Stars Fell on Alabama»        | Фрэнк Перкинс, Митчелл Пэриш                          | 3:30         |
| 2.                  | «Moon Song»                    | Артур Джонстон, Сэм Кослоу                            | 3:44         |
| 3.                  | «Wrap Your Troubles in Dreams» | Гарри Баррис, Билли Молл, Тед Колер                   | 2:24         |
| 4.                  | «Soft as the Starlight»        | Джо Лубин, Джером Говард                              | 3:46         |
| 5.                  | «Moonglow»                     | Уилл Хадсон, Ирвинг Миллс, Эдди Де Ланж               | 3:50         |
| 6.                  | «The Lamp Is Low»              | Морис Равель, Питер Дероз, Митчелл Пэриш, Берт Шефтер | 3:31         |
| Общая длительность: | Общая длительность:            | Общая длительность:                                   | 39:14        |